# Bahnhof Bützow

Der Bahnhof Bützow befindet sich in der Stadt Bützow im Landkreis Rostock in Mecklenburg-Vorpommern. Er liegt an der Bahnstrecke Bad Kleinen–Rostock und ist Ausgangspunkt der Strecke nach Stettin. Der Bahnhof wird im Nah- und Fernverkehr bedient.
 Bützower Baudenkmal Nr. 0043

## Lage und Anlagen
Der Bahnhof befindet sich 1,7 Kilometer südöstlich des Stadtzentrums nahe der Warnow an der Landesstraße 11. Nordöstlich verläuft die durch Gleise überbrückte Nebel mit dem anschließenden Bützow-Güstrow-Kanal auf ihren letzten Metern vor der Mündung in die Warnow.
Das repräsentative Empfangsgebäude wurde im Stil der Neorenaissance im Jahr 1879 erbaut. Es besitzt zwei zweigeschossige Ecktürme und einen eingeschossigen Mittelteil mit Mittelrisalit. Es liegt westlich der Gleise. Gleis 1 befindet sich direkt am Gebäude, Gleis 2 und 3 an einem Mittelbahnsteig, der durch einen Fußgängertunnel zu erreichen ist. Beide Bahnsteige sind überdacht. Der Bahnhof ist durch Erhöhung der Bahnsteige und Einbau von einem Aufzug seit Oktober 2021 barrierefrei. Östlich der Bahnsteige befinden sich weitere, nicht für den Personenverkehr genutzte Bahngleise. Im Rahmen des Vorhabens „Spurplananpassung südöstlicher Bahnhofsbereich Bützow“ plant die Deutsche Bahn, eine Reihe dieser Gleise zurückzubauen.
Der Bahnhof mit den Einzelobjekten Empfangsgebäude, Perron, Gebäude der Güterabfertigung, Sozialgebäude, Wasserturm, Lokschuppen mit Drehscheibe, Wasserpumpe, ehemaligem Gaswerk, eingeschossigem Nebengebäude an der südöstlichen Grenze des Bahnhofsgeländes, Stellwerk, Speicher und kleinem Werkstattgebäude befindet sich auf der Baudenkmalliste des Landes Mecklenburg-Vorpommern.

## Geschichte

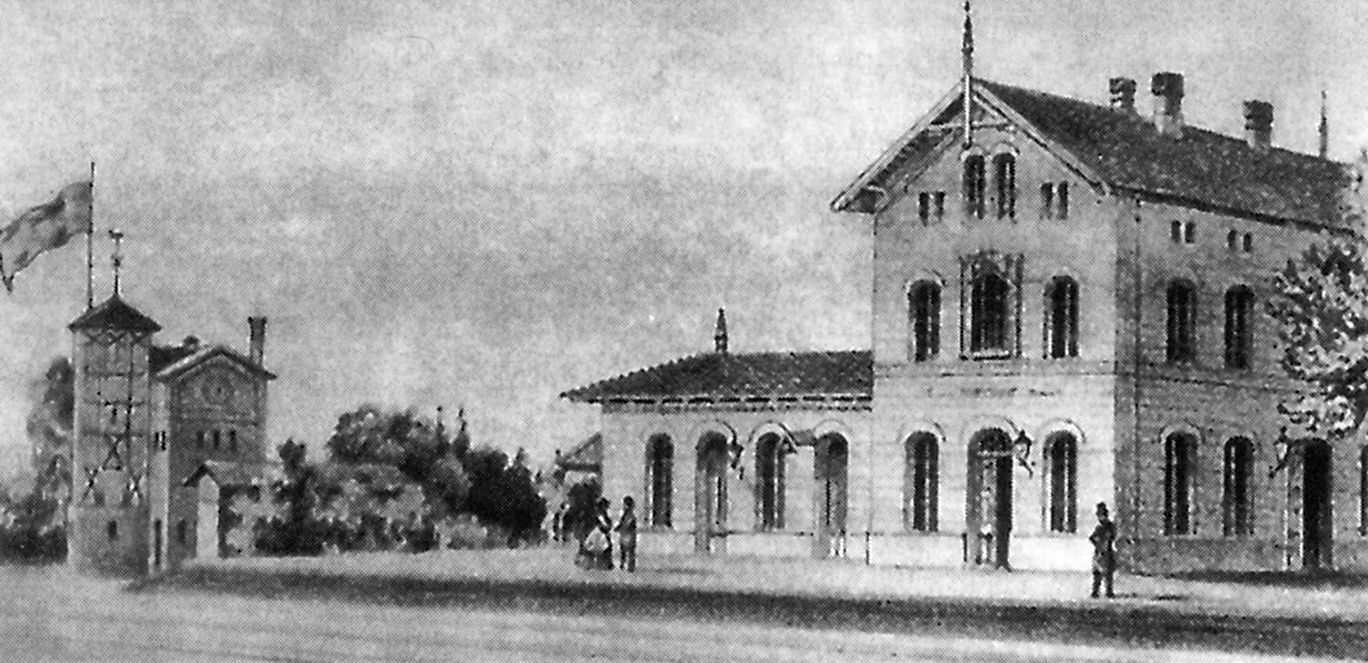
Erstes Empfangsgebäude von 1850

Der Bützower Bahnhof nahm mit der Eröffnung der Bahnstrecken (Bad) Kleinen–Rostock und der Zweigstrecke nach Güstrow am 13. Mai 1850 den Betrieb auf. Bereits bis 1849 waren das erste Empfangsgebäude, ein Lokomotivschuppen, ein Wagenschuppen, ein Wasserhaus und zwei Wartehäuser errichtet worden. Bei Wolken, einem Ortsteil von Bützow, war die Umleitung des Flusses Nebel erforderlich. Der erste Zug, der noch Bahnschwellen und Schienen geladen hatte, befuhr den Bahnhof unter großem öffentlichen Interesse am 26. November 1849. Einen Tag vor Aufnahme des Personenverkehrs wurde die Strecke feierlich eingeweiht. Anfangs verkehrten zwei Zugpaare der Relation Rostock–Hagenow und drei auf der Strecke Bützow–Güstrow.
Die Bahnstrecke in Richtung Güstrow wurde bis 1864 nach Neubrandenburg und bis 1867 nach Strasburg verlängert, wodurch die Bedeutung des Bahnhofs als Verkehrsknoten stieg. Durch den Bau des Bützow-Güstrow-Kanals wurde der Umbau der Bützower Bahnanlagen erforderlich. Der Bahnhof war ursprünglich ein Keilbahnhof, in dem die Güstrower Strecke Richtung Südosten von der Strecke nach Bad Kleinen abzweigte. Die Strecke nach Güstrow wurde nach dem Umbau auf einem etwa drei Kilometer langen Abschnitt neu trassiert und zweigt seitdem Richtung Osten von der Strecke nach Rostock ab. Auf der alten Trasse (alter Bahndamm) verläuft heute ein Weg zum Radfahren und Wandern.

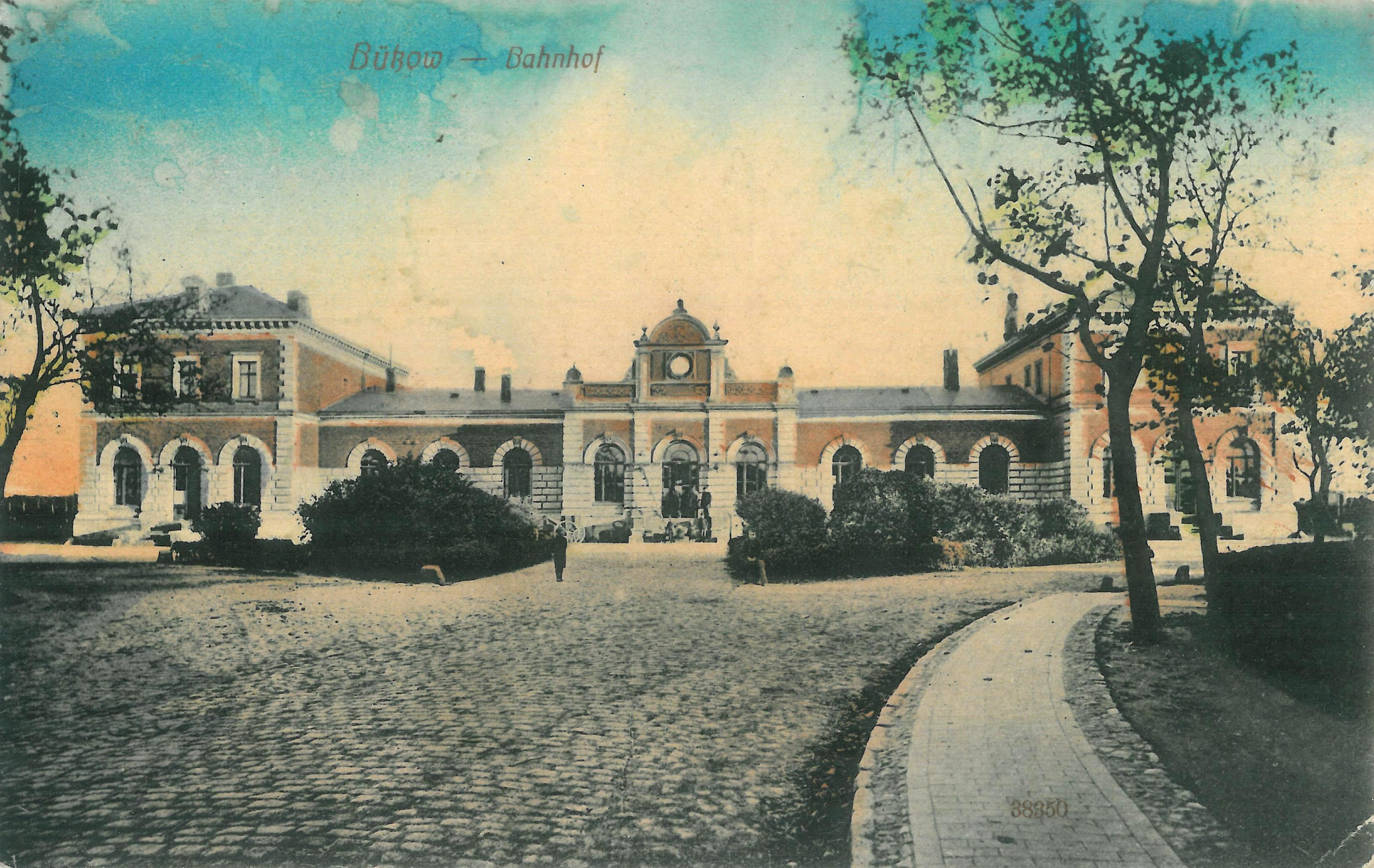
Bahnhof um 1900

Beim Umbau wurde das Empfangsgebäude durch einen 1879 errichteten und 1892/93 erweiterten Neorenaissance-Bau ersetzt. In den Eckgebäuden befanden sich die Wohnungen der Beamten, im Mittelteil Diensträume, die Schalterhalle und die nach Klassen getrennten Warteräume.
Durch den Streckenumbau wurden direkte Fahrten aus Hamburg und Lübeck nach Güstrow und Stettin möglich. Diese Relation entwickelte sich in den Jahren bis 1945 zur wichtigsten Fernverbindung über Bützow.
Einst existierten zwei mechanische Stellwerke, von denen 1992 Stellwerk B erhalten war, das aber nur noch zur Steuerung der Bahnschranken diente. Weitere Funktionen wurden bis 1972 an das 1970 in Betrieb gegangene Bützower Gleisbildstellwerk übertragen. 1986/87 wurden die Streckenabschnitte Bad Kleinen–Schwaan und Bützow–Güstrow elektrifiziert.
Nach der Wende wurde die Fassade des Empfangsgebäudes restauriert. Mit der Einrichtung moderner Zugzielanzeiger wurde im Mai 2009 das verbliebene Servicepersonal aus dem Bahnhof abgezogen. Die optische wie akustische Fahrgastinformation wird seither aus Rostock gesteuert. Im Jahr 2014 wurde das Bahnhofsgebäude von einer Privatperson aus der Umgebung erworben.
In Bützow gab es eines der wenigen Oberbauwerke der Deutschen Reichsbahn. Seine umfangreichen Anlagen liegen an den Gleisen in Richtung Bad Kleinen. Heute ist dort das Mobile Rail Services Bützow, das zum Vossloh-Konzern gehört, angesiedelt.
Am 11. Oktober 2021 erfolgte nach einer Bauzeit von 15 Monaten die Eröffnung des barrierefrei ausgebauten Bahnhofs Bützow.

## Personenverkehr
In Bützow halten Regional-Express-, Intercity- und Intercity-Express-Züge der Deutschen Bahn.

### Fernverkehr
| Linie                    | Fahrtverlauf | Takt                                            | EVU            |
| ------------------------ | --- | ----------------------------------------------- | -------------- |
| ICE 26                   | (Ostseebad Binz/Greifswald –) Stralsund Hbf – Rostock Hbf – Bützow – Schwerin Hbf – Hamburg Hbf – Hannover Hbf – Frankfurt (Main) Hbf – Karlsruhe Hbf        | Gemeinsam mit ICE 43 annähernder 2-Stunden-Takt | DB Fernverkehr |
| ICE 39                   | (Ostseebad Binz –) Stralsund – Rostock Hbf – Bützow – Schwerin Hbf – Hamburg Hbf – Recklinghausen Hbf – Köln Hbf – Frankfurt (Main) Hbf – Nürnberg Hbf       | 1 Zug Sa/So                                     | DB Fernverkehr |
| ICE 43                   | (Ostseebad Binz –) Stralsund – Rostock Hbf – Bützow – Schwerin Hbf – Hamburg Hbf – Bremen Hbf – Osnabrück Hbf – Köln Hbf – Basel SBB                         | 1 Zugpaar am Tag                                | DB Fernverkehr |
| IC 57                    | (Warnemünde –) Rostock Hbf – Bützow – Bad Kleinen – Schwerin Hbf – Ludwigslust – Wittenberge – Stendal Hbf – Magdeburg Hbf – Halle (Saale) Hbf – Leipzig Hbf | 2 Zugpaare am Tag                               | DB Fernverkehr |
| Stand: 10. Dezember 2023 | |                                                 |                |

### Regionalverkehr
| Linie                    | Fahrtverlauf                                                                                   | Takt                                                                          | EVU              |
| ------------------------ | ---------------------------------------------------------------------------------------------- | ----------------------------------------------------------------------------- | ---------------- |
| RE 1                     | Rostock Hbf – Bützow – Bad Kleinen – Schwerin Hbf – Hagenow – Büchen – Hamburg Hbf             | 120 min                                                                       | DB Regio Nordost |
| RE 4                     | Lübeck Hbf – Bad Kleinen – Bützow – Güstrow – Neubrandenburg – Pasewalk – Szczecin/Ueckermünde | 120 min (Lübeck–Bützow) 060 min (Bützow–Pasewalk) 120 min (Pasewalk–Szczecin) | DB Regio Nordost |
| RB 17                    | Rostock Hbf – Bützow – Bad Kleinen – Schwerin Hbf                                              | 2 Zugpaare (Mo–Fr)                                                            | DB Regio Nordost |
| Stand: 10. Dezember 2023 |                                                                                                |                                                                               |                  |